# Traqués (téléfilm)
Ne doit pas être confondu avec le film Traqués de John Polson (2009)
Pour l’article homonyme, voir traqué.
Pour plus de détails, voir Fiche technique et Distribution.
Traqués est un téléfilm dramatique français en deux parties de 52 minutes réalisé par Ludovic Colbeau-Justin, diffusé le 14 mai 2018.

## Synopsis
La vie monotone de Sarah va être bouleversée lorsqu'elle découvre Léo, un garçon de onze ans caché dans le coffre de son véhicule. Ils ne le savent pas encore, mais le père de l'enfant vient d'être tué dans une fusillade. Sarah prend la décision de protéger Léo envers et contre tous, dans une course poursuite pour sauver leurs vies. Simon Donatelli, le commissaire chargé de l'enquête, va s'intéresser de près au passé de la jeune femme. Entre Sarah et Léo, une relation forte presque filiale va s'établir…

## Fiche technique
- Titre original : Traqués
- Réalisation : Ludovic Colbeau-Justin
- Scénario : Jeanne Le Guillou et Bruno Dega
- Photographie : Thomas Lerebour
- Musique : Maxime Lebidois
- Sociétés de production : EuropaCorp Télévision ; TF1[1] (coproduction)
- Société de distribution : TF1
- Pays d'origine :   France
- Langue originale : français
- Format : couleur
- Genre : drame
- Durée : 2 x 52 min
- Dates de diffusion :
  -  Belgique : 29 avril 2018 sur La Une (première)
  -  France : 14 mai 2018 sur TF1
- Public : Déconseillé aux moins de 10 ans

## Distribution
- Jenifer Bartoli : Sarah Munoz
- Félix Bossuet : Léo Seria
- Joffrey Platel : Donatelli
- Matthias Van Khache : Sanchez
- Pierre Lopez : Vargas
- Constance Labbé : Juliette Lerebour
- Daniel Njo Lobé : Jordan Aboubakar
- Olivier Cabassut : Proprio voiture
- Anthony Ursin : Enfant sandwicherie
- Fabrice Michel : Alberto Seria
- Alice Chenu : Séverine Mallet

## Tournage
Le tournage débute en octobre 2017 dans les Bouches-du-Rhône en région Provence-Alpes-Côte d'Azur, dont Marseille, Les Pennes-Mirabeau, Marignane, Le Rove, Camargue. Il s’achève en fin novembre 2017.
Le centre commercial utilisé au début du film est celui des Terrasses du Port à Marseille. La boulangerie où travaille Sarah est en réalité le Colombus Café.
La boutique de fleur de la sœur de Sarah est l’actuelle boutique Vovo Fleurs situé 15 rue Mirabeau à Marignane.
L’hôtel où dorment Sarah et Léo est L’Hôtel « L’instant » situé sur la D568 à Le Rove.

## Casting
La chanteuse Jenifer (Jenifer Bartoli quand elle est actrice) tient le premier rôle dans son premier téléfilm. Après avoir tourné dans des comédies pour le cinéma, c'est la première fois qu'elle tourne dans un thriller,.

## Audience
Le téléfilm a rassemblé 6,41 millions de téléspectateurs, soit 26,1 % pour la première partie. La seconde partie a rassemblé 5,67 millions de téléspectateurs, soit 27,7 % du public.